# Lephana
Lephana é um gênero de traça pertencente à família Arctiidae.